# Kavali

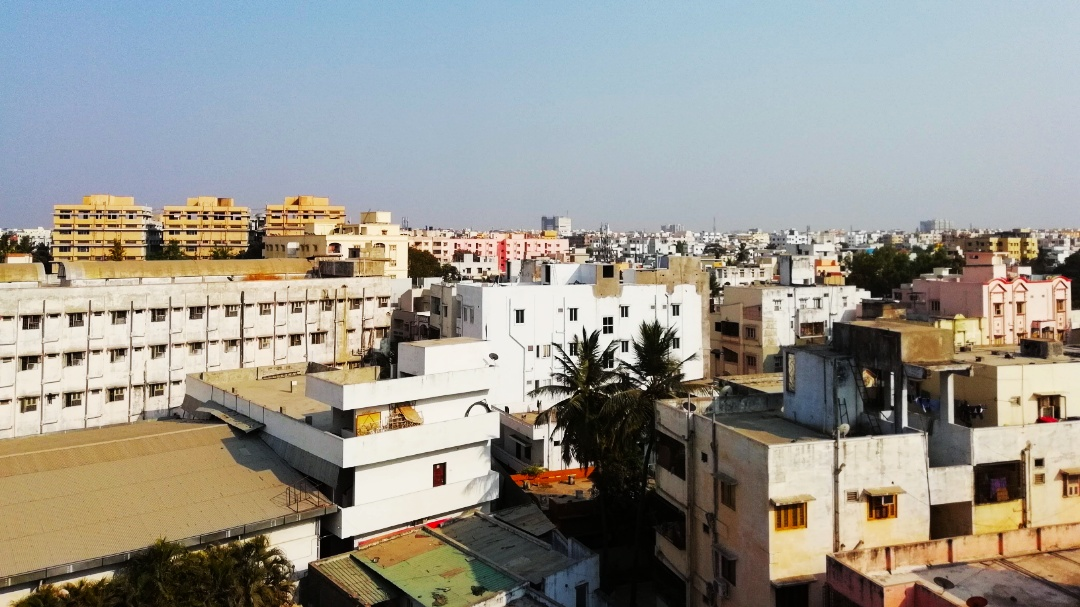

Kavali est une ville indienne située sur la côte Est, dans l'État de l'Andhra Pradesh.

## Géographie
Kavali est la deuxième plus grande ville du district de Nellore. Elle est à 8 km du golfe du Bengale.